# Yên Luông
Yên Luông là một xã thuộc huyện Gò Công Tây, tỉnh Tiền Giang, Việt Nam.
Xã Yên Luông có vị trí địa lý:
- Phía đông giáp thành phố Gò Công
- Phía tây giáp xã Thạnh Trị
- Phía nam giáp xã Long Bình và xã Bình Tân
- Phía bắc giáp xã Thành Công.

Xã Yên Luông có diện tích 10,53 km², dân số năm 1999 là 6.444 người, mật độ dân số đạt 612 người/km².